# قلدر بزرگ
قلدر بزرگ (انگلیسی: Big Bully) یک فیلم کمدی سیاه آمریکایی محصول سال ۱۹۹۶ به کارگردانی استیو مینر، نویسندگی مارک استیون جانسون با بازی ریک مورانیس و تام آرنولد در نقش دو مرد، یک قلدر دوران کودکی و قربانی او است که در بزرگسالی دوباره به هم متصل می‌شوند.
این فیلم مورد توجه منتقدان قرار گرفت و یک بمب گیشه بود و از بودجه ۱۵ میلیون دلاری تنها ۲ میلیون دلار به دست آورد. این آخرین نقش ریک مورانیس روی پرده در یک اکران در سینما بود، قبل از وقفه طولانی او از بازیگری. اگرچه داستان فیلم در مینه‌سوتا می‌گذرد، اما در واقع در ونکوور و لیدی اسمیث (بریتیش کلمبیا)، کانادا فیلمبرداری شده است.

## داستان
یک نویسنده به محل زندگی کودکی‌اش برمی‌گردد و با قلدری که زندگی اش را نابود کرده است مواجه می‌شود. این بار این شخص قلدر می‌خواهد با آزار دادن و شکنجه کردنش گذشته دردناکش را زنده کند…

## بازخوردها
این فیلم یک شکست انتقادی بود، با امتیاز صفر درصد در راتن تومیتوز بر اساس نظرات ۸ منتقد.
تماشاگرانی که توسط سینماسکور مورد بررسی قرار گرفتند به فیلم نمره "C" در مقیاس A+ تا F دادند.